# Staršiná
Staršiná (russo: старшина) è un grado delle forze armate della federazione russa ma utilizzato in paesi che hanno ereditato il sistema di classificazione dell'URSS (Ucraina, Bulgaria, Bielorussia). Nel XIX secolo, con l'espansione della Russia imperiale nel Turkestan e nell'Asia centrale, la parola fu usata anche per identificare alcuni leader turchi, identificati con la parola aqsaqal (barba bianca).

## Storia
Staršiná (russo: старшина́, ucraino: старши́на, da старший, stáršij, "seniore") era inizialmente un grado di ufficiale dei cosacchi e successivamente fu adottato nella cultura russa come grado di sottufficiale. Tra i cosacchi dell'Ucraina Staršiná indicava una categoria di ufficiali o una élite militare: giovane staršiná (Молодша старшина - Molodša staršiná), staršiná militare (Військова старшина - Vijs'kova staršiná), sottostaršiná (Підстаршина - Pidstaršiná) e general staršiná (Генеральна старшина - general'na staršiná); questi ultimi facevano parte del Consiglio degli ufficiali generali degli hetman. Dopo la rivolta di Chmel'nyc'kij il termine venne associato sia alla nobiltà che derivava dalla carica sia agli Hetman del XVII secolo.
La parola deriva dalla lingua slava antico-orientale "старъ" (star')
Durante il Regno di Russia e successivamente nell'Impero russo tra il XVII e il XX secolo il termine Volostnoi Staršiná indicava il direttore di un Volost' (unità amministrativa rurale), che si incaricava della riscossione delle imposte, della risolizione dei conflitti nelle obščina, della distribuzione dell'uso delle terre comuni, del reclutamento militare.
Nel 1826 venne introdotto il grado di Vojskovoj staršiná (Войсковой старшина - "Staršiná dell'Esercito") come equivalente di tenente colonnello della cavalleria cosacca.
A partire degli anni trenta del XX secolo nella terminologia dell'Armata Rossa e poi dell'esercito sovietico e dell Forze terrestri russe, uno staršina è equivalente al membro più anziano a livello di compagnia) o un grado pari a un NATO OR-8. Nella terminologia navale, starshina è un termine generale per sottufficiali di grado junior e medio, simile nell'uso a "Capo Sottufficiale".
Nell'Armata Rossa lo staršiná era il sottufficiale di grado più alto fino all'istituzione nel 1972 del grado di praporščik (alfiere).
Nella Marina Sovietica il grado venne istituito nel 1942 tra i sergenti e i nostromi.
Nell'Esercito della Federazione Russa staršiná è il grado più alto tra i sergenti ed è comparabile a quello di sergente maggiore aiutante dell'Esercito Italiano e dell'Aeronautica Militare Italiana e di Secondo capo aiutante della Marina Militare Italiana.
- staršiná (sergente maggiore capo) (OR-7)
- stáršij seržánt (sergente maggiore) (OR-6)
- seržánt (sergente) (OR-6)
- mládšij seržánt (Vice sergente) (OR-4)

Nella marina russa il grado di staršina, paragonabile al ruolo sergenti della Marina Militare Italiana, si articola su quattro livelli, anche se tuttavia i gradi più alti di Glavnyj staršina e Glavnyj korabel'nyj staršina potrebbero essere equiparati ai capi di terza, seconda e prima classe della Marina Militare:
- Glavnyj korabel'nyj staršina (OR-7)
- Glavnyj staršina (OR-6)
- Staršina 1 stat'i (OR-5)
- Staršina 2 stat'i (OR-4)

| Sottufficiali           | Sottufficiali                                                                          | Sottufficiali                                      | Sottufficiali                                                | Sottufficiali                                               |
| Equivalente NATO        | OR-8                                                                                   | OR-7                                               | OR-6                                                         | OR-5                                                        |
| ----------------------- | -------------------------------------------------------------------------------------- | -------------------------------------------------- | ------------------------------------------------------------ | ----------------------------------------------------------- |
| Controspallina          |                                                                                        |                                                    |                                                              |                                                             |
| Grado                   | Glavnyj korabel'nyj staršina (seniore capo di vascello) (Главный корабельный старшина) | Glavnyj staršina (seniore capo) (Главный старшина) | Staršina 1 stat'i (seniore di 1ª classe) (Старшина 1 статьи) | Staršina 2 stat'i (seniore di 2ª classe (Старшина 2 статьи) |
| Corrispondente italiano | Secondo capo aiutante                                                                  | Secondo capo scelto                                | Secondo capo                                                 | Sergente                                                    |

## Registro statale delle formazioni militari cosacche della Federazione Russa
Nelle formazioni militari cosacche registrate  della Federazione Russa il grado Vojskovoj staršiná (Войсковой старшина - "Staršiná dell'Esercito") è equivalente al Podpolkovnik (tenente colonnello) dell'Esercito della federazione russa. Il grado è superiore a Esaul (Ecayл) e inferiore a Polkovnik.

## Ucraina
Nelle forze armate dell'Ucraina, a seguito della riforma del 2016, questo grado è stato abolito, eccetto che per il personale imbarcato della Marina Militare nella quale però è stata abolita nella fanteria di marina, nell'aviazione navale e tra il personale che presta servizio a terra.
| Gradi                                               | Sottufficiali                                     | Sottufficiali                     | Sottufficiali               | Sottufficiali                                               | Sottufficiali                       | Sottufficiali                       | graduati                            | graduati                      | Comuni        | Comuni |
| --------------------------------------------------- | ------------------------------------------------- | --------------------------------- | --------------------------- | ----------------------------------------------------------- | ----------------------------------- | ----------------------------------- | ----------------------------------- | ----------------------------- | ------------- | ------ |
| Ucraina                                             |                                                   |                                   |                             |                                                             |                                     |                                     |                                     |                               |               |        |
| Головний майстер-старшина Holovnyj majster-staršina | Старший майстер-старшина Stáršyj majster-staršina | Майстер-старшина Majster-staršina | Штаб-старшина Štab-staršina | Головний корабельний старшина Holovnyj korabel'nyj staršina | Головний старшина Holovnyj staršina | Старшина 1 статті Staršina 1 statti | Старшина 2 статті Staršina 2 statti | Старший матрос Stáršij matros | Mатрос Matros |        |

## Denominazione del grado in altri Paesi
- Bielorussia —  Старшыня; staršynjá
- Bulgaria —  Старшина; staršiná
- Ucraina —  Старшина; staršyná.

## Seniore
Grado con simile significato nel lessico, ma diverso nelle funzioni, era quello di seniore, in epoca nell'Italia fascista, dove tra i molti riferimenti simbolici tributati alla Roma antica, vennero utilizzati termini in uso nell'Esercito romano per la suddivisione delle proprie unità militari e paramilitari. Tra questi la coorte, unità militare della Milizia Volontaria per la Sicurezza Nazionale che corrispondeva al battaglione del Regio Esercito al cui commando vi era un seniore o un primo seniore, gradi corrispondenti rispettivamente al maggiore e al tenente colonnello del Regio Esercito, della Regia Aeronautica e dei Carabinieri Reali e al capitano di corvetta e al capitano di fregata della Regia Marina.